# Lijst van spelers van Zeist
Dit is een lijst van voetballers die minimaal één officiële wedstrijd hebben gespeeld in het eerste elftal van de Nederlandse voormalig betaaldvoetbalclub Zeist.

## A
- Hans Alleman

## B
- Gert Bals
- Teun Bos
- Chris Bouman
- Dick Bouman

## D
- Jan van Delft

## E
- Geert van Ekeris
- Evert van de Eshof

## F
- Wim van de Flier

## G
- Karel Gerritsen

## J
- Jan Jansen
- Piet de Jongh

## K
- Gerrie Keizer
- Piet van Knijff
- Ab Kolkman
- Jan Kolkman
- Chiel Koolemans

## M
- Guus van Maarschalkerweerd
- Wim Manschot
- Kees van Maren
- Jan van de Meent
- Kees van der Meij
- Bertus de Meijere
- Frank Mijnals
- Jan van der Munt

## O
- Henk Olthof
- Jan Outshoven

## R
- Leo Rademakers
- Ron Rademakers
- Teus van Rheenen
- Wim Ruitenbeek

## S
- Arie Schouten
- Bertus Sluyk
- Ad Soesbergen
- Dick Staphorst

## U
- Nico Uittewaal

## V
- Peter Vermeulen
- Wout Verweij

## W
- Gijs van Wieringen
- Tonny Wijkmans
- Jaap Willemse
- Witte

## Z
- Henk de Zoete
- Henk Zweserijn